# Nadym (rzeka)
Nadym ros. Надым – rzeka w Rosji, w zachodniej Syberii.
Długość 545 km, basen rzeki 64 tys. km². Wpada do Zatoki Obskiej, źródła w jeziorze Numto. Zamarznięta od października do schyłku maja. Nad brzegiem rzeki znajduje się miasto Nadym, od którego do ujścia jest żeglowna. W ujściu średni przepływ wynosi 590 m³/s.